# Semawot
Semawot is een bestuurslaag in het regentschap Bojonegoro van de provincie Oost-Java, Indonesië. Semawot telt 1076 inwoners (volkstelling 2010).